# Pandemia de COVID-19 na Nicarágua
Este artigo documenta os impactos da pandemia de coronavírus 2019-2020 na Nicarágua e pode não incluir todas as principais respostas e medidas contemporâneas.

## Linha do tempo

### Março
Em 16 de março de 2020,a primeira-dama e vice-presidente da Nicarágua, Rosario Murillo anunciou que o Instituto Nicaraguense de Turismo estava visitando os municípios do país e se encontrando com empresários do turismo fazendo os preparativos para a Semana Santa (que é um feriado importante comemorado por todo o país) apostando na economia e não no saúde das pessoas. O Ministério do Governo também declarou que a fronteira permaneceria aberta a todos os estrangeiros e nenhuma seria colocada em quarentena, independentemente de vir dos países afetados pela pandemia.
Em 17 de março de 2020, Rosario Murillo anunciou que Cuba enviaria médicos e produtos farmacêuticos à Nicarágua para ajudar a lidar com o coronavírus, apesar de não haver casos confirmados no país na época. Murillo também afirmou que os suprimentos médicos também foram enviados pela Venezuela.
Em 18 de março, Murillo anunciou o primeiro caso confirmado da Nicarágua: um homem de 40 anos que havia voltado recentemente para a Nicarágua do Panamá. Em relação a ele, Murillo comentou dizendo que ele estava isolado e em condições estáveis, e que ela esperava que ele não precisasse de um ventilador médico. Críticos do governo de Daniel Ortega alegaram que o governo está ignorando o vírus e subestimando o vírus.
Em 20 de março, o segundo caso foi confirmado, um nicaraguense que veio da Colômbia.
Em 24 de março, o país registrava 30 casos e nenhuma morte.
Em 26 de março, foi relatada a primeira morte por COVID-19 na Nicarágua. o indivíduo que morreu também sofreu outras complicações médicas e também teve HIV.

### Abril
Em 2 de abril, o governo estava relatando um total de 5 casos, incluindo um óbito e um caso classificado como recuperado.
Dos 12 casos suspeitos originais, dois foram resolvidos, mas outros dois foram adicionados à lista em 31 de março.
Em 5 de abril, um novo caso foi confirmado.
Em 9 de abril, foi relatado outro caso, elevando o total para 7, mas 2 foram recuperados, restando 4 casos ativos, todos importados.
Em 16 de abril, após 34 dias sem nenhum pronunciamento público, o presidente Daniel Ortega reapareceu a população e minimizou os impactos da pandemia no país.
Em 18 de abril, foi relatada a segunda morte pela COVID, o paciente de 64 anos que também sofria de diabetes e muitas condições crônicas.
Em 23 de abril, foi relatado que o homem de 58 anos morreu inesperadamente e outro caso foi detectado, um homem de 68 anos que teve contato com um dos casos importados. 15 pessoas estavam sendo monitoradas como casos suspeitos.
Em 28 de abril, um homem de 66 anos foi levado para um hospital em estado avançado e morreu no mesmo dia, elevando o número de mortes para 4.

### Maio
Em 5 de maio, o Ministério da Saúde anunciou outro caso, elevando o total para 16, incluindo 4 casos ativos.
Em 12 de maio, o Ministério da Saúde anunciou que havia mais nove casos identificados, elevando o total para 25, e que isso incluía mais três mortes. Também foi relatado que outras mortes ocorreram entre pessoas que estavam sendo monitoradas, mas que morreram de outras doenças graves, embora não esteja claro se elas devem ser categorizadas como fatalidades do Covid-19 e foram incluídas na contagem oficial.
No dia 13 de maio, boa parte da comunidade internacional começou a questionar os números oficias divulgados pela Nicarágua.
Em 21 de maio, o governo de Daniel Ortega admitiu que um membro do governo contraiu a doença.
Em 26 de maio, o boletim semanal mostrou um aumento do número total de casos para 759, incluindo um total de 35 mortes e 354 recuperados. Segundo o Ministério da Saúde, o número de casos novos cresceram em 480 novos casos e 18 mortes.

## Medidas
O país optou por não parar suas ligas esportivas como pararam os outros países.